# Cação-noturno
O cação-noturno (nome científico: Carcharhinus signatus) é uma espécie da família dos carcarinídeos (Carcharhinidae) encontrado nas águas temperadas e tropicais do Oceano Atlântico. Um habitante da plataforma continental externa e do talude continental superior, este tubarão ocorre mais comumente em profundidades de 50 a 600 metros. Ao largo do nordeste do Brasil, um grande número se reúne em torno de montes submarinos de profundidades variadas.

## Etimologia
O nome vernáculo cação provavelmente foi construído com a aglutinação do verbo caçar e o sufixo -ão de agente. Foi registrado pela primeira vez no século XIII como caçon, e depois em 1376 como caçom e 1440 como caçõoes. Tubarão, por sua vez, tem origem obscura, mas pode derivar de alguma das línguas nativas do Caribe. Seu registro mais antigo ocorre em 1500, como tubaram, na Carta de Pero Vaz de Caminha, e então como tuberão, em 1721.

## Taxonomia
A primeira descrição científica do cação-noturno foi publicada pelo zoólogo cubano Felipe Poey em 1868, como parte de uma série de artigos intitulados Repertorio fisico-natural de la isla de Cuba. Ele baseou sua descrição em um único conjunto de mandíbulas e deu-lhe o nome de Hypoprion signatus. Em 1973, Leonard Compagno sinonimizou o gênero Hypoprion com Carcharhinus. Nenhum espécime tipo foi designado para esta espécie. Seu nome comum se dá porque é capturado principalmente à noite.

## Distribuição e habitat
A distribuição do cação-noturno se estende ao longo das plataformas continentais externas e das encostas continentais superiores do Oceano Atlântico, do estado americano de Massachussetes à Argentina, a oeste, incluindo o Golfo do México e o Mar do Caribe, e do Senegal ao norte da Namíbia, no leste. Nas águas dos Estados Unidos, é relativamente comum na Carolina do Norte e na Flórida (particularmente no Estreito da Flórida) e mais raro em outros lugares. Existem relatos desta espécie na costa do Pacífico do Panamá.
O cação-noturno é uma espécie de águas profundas que foi relatada até dois quilômetros de profundidade, embora ocasionalmente se aventure a 26 metros da superfície. Ao largo do sudeste dos Estados Unidos, geralmente é capturado em uma faixa de profundidade de 50 a 600 metros. No nordeste do Brasil, o cação-noturno é mais comumente encontrado próximo aos cumes dos montes submarinos que variam de 38 a 370 metros de profundidade. Ao largo da África Ocidental, ocorre em profundidades de 90-285 metros, onde a temperatura é 11 – 16 °C, a salinidade é de 36 ppt e o nível de oxigênio dissolvido é de 1,81 ml/l. A variação anual das taxas de captura cubana pode indicar uma migração sazonal.

## Descrição
O cação-noturno tem um feitio esguio, com um focinho alongado e pontiagudo. As narinas são ladeadas por retalhos de pele moderadamente desenvolvidos. Os olhos são grandes, circulares e verdes, com pupilas de formato irregular e uma membrana nictitante (terceira pálpebra protetora). A boca não possui sulcos conspícuos nos cantos e possui 15 fileiras de dentes de cada lado de ambas as mandíbulas, mais uma a duas fileiras de dentes sinfisiais superiores e uma fileira inferior (linha média da mandíbula). Cada dente superior tem uma borda lisa a serrilhada, uma cúspide estreita tornando-se mais oblíqua em direção ao canto da boca e duas a cinco serrilhas grosseiras na base da margem posterior. O número e o tamanho das serrilhas na margem dianteira da cúspide do dente aumentam em relação às da margem traseira à medida que o animal envelhece. Os dentes inferiores são retos e com bordas lisas. Os cinco pares de fendas branquiais são bastante curtos.
As nadadeiras peitorais têm menos de um quinto do comprimento total do corpo e afunilam em direção a uma ponta um pouco arredondada. A primeira barbatana dorsal é relativamente pequena, triangular e pontiaguda, originando-se sobre as pontas traseiras livres das barbatanas peitorais. A segunda barbatana dorsal é muito menor que a primeira e origina-se sobre ou ligeiramente à frente da barbatana anal. Um cume corre entre as barbatanas dorsais. Os dentículos dérmicos não são compactados e se sobrepõem minimamente. Cada dentículo em forma de diamante com cristas horizontais que levam aos dentes marginais, o número aumentando de três em juvenis para cinco a sete em adultos. A coloração é azul acinzentada ou marrom no lado superior e esbranquiçada no lado inferior, sem marcas de barbatanas. Uma faixa tênue ocorre em cada lado e, às vezes, pequenas manchas pretas estão espalhadas nas costas. Esta espécie geralmente cresce até 2 metros de comprimento, mas já foi encontrado um registro de um indivíduo com 2.8 metros, pesando 76.7 quilos.

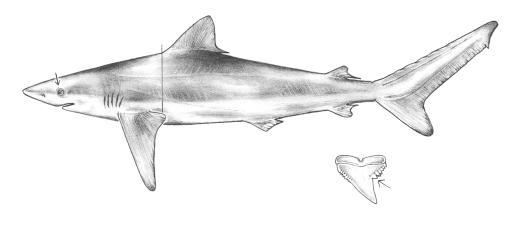
Desenho de um cação-noturno e seu dente
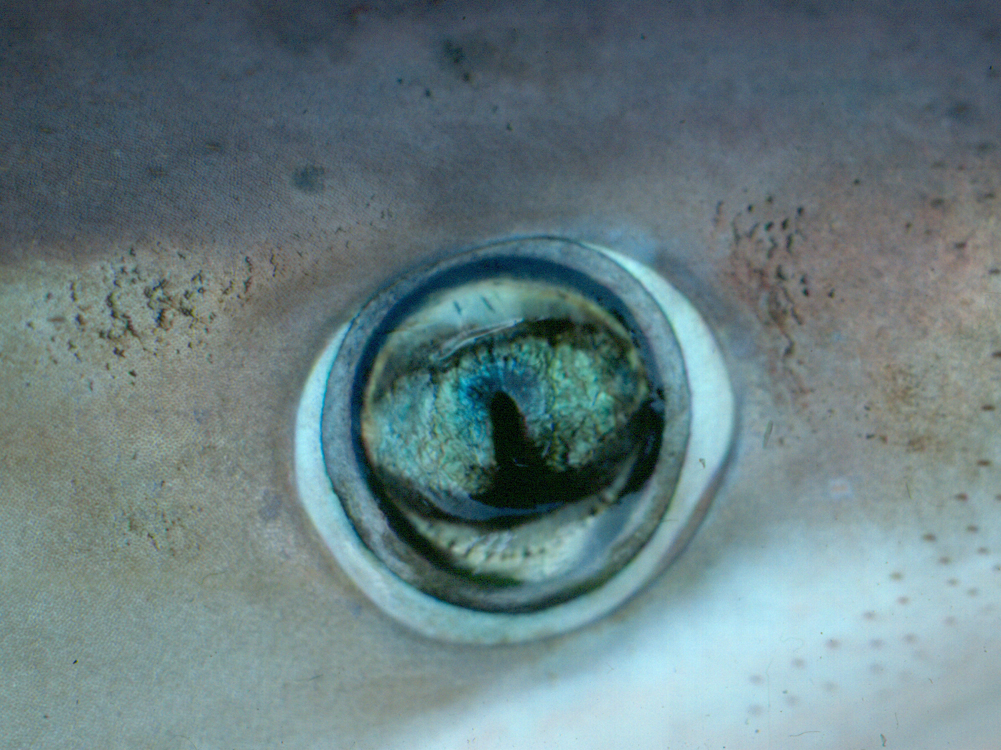
Os olhos do cação-noturno são verdes brilhantes em vida
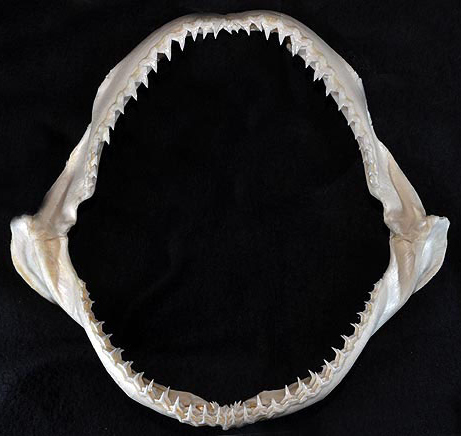
mandíbulas
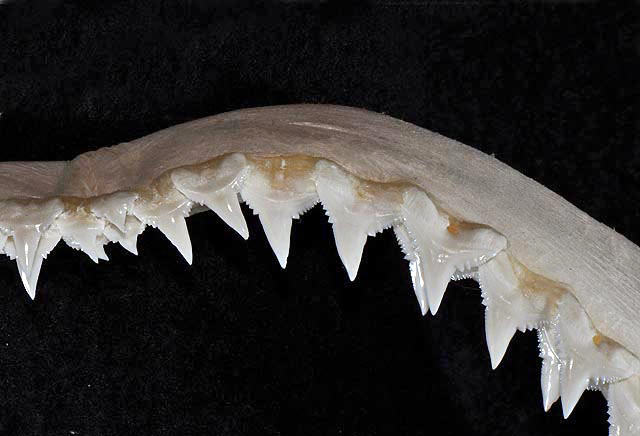
Dentes superiores
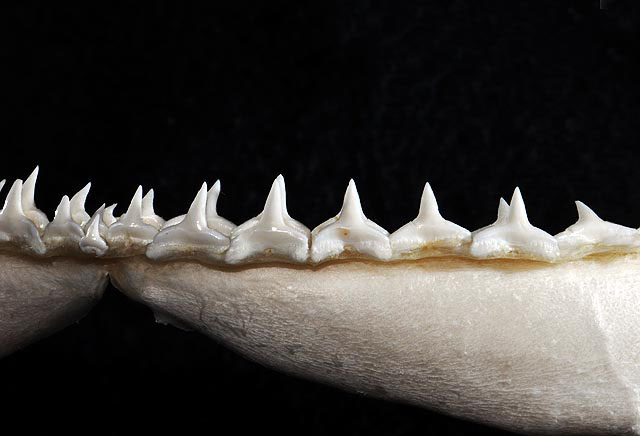
Dentes inferiores

## Biologia e ecologia
Rápido e enérgico, o cação-noturno se alimenta principalmente de pequenos peixes ósseos, como tainha, cavala, peixe-manteiga, robalo e peixe-voador. Lulas e camarões também são às vezes comidos. A maior parte da atividade alimentar ocorre à noite, daí seu nome comum, com picos ao amanhecer e ao anoitecer. Registros de captura indicam que esta espécie é geralmente encontrada em cardumes e realiza uma migração vertical diária, passando o dia a uma profundidade de 275-366 metros e movendo-se para mais raso que 180 metros à noite. Fêmeas ovulantes e grávidas raramente são capturadas, sugerindo que, durante esse período, elas podem parar de se alimentar ou segregar-se de outras de sua espécie. Os predadores potenciais do cação-noturno incluem tubarões maiores. Os parasitas conhecidos incluem os copépodes Kroyeria caseyi, que se ligam às brânquias, Pandarus bicolor e P. smithii, que infestam a pele, e as tênias Heteronybelinia yamagutii, H. nipponica e Progrillotia dollfusi, que são encontrado no intestino da válvula espiral. Outro parasita é um isópode não descrito semelhante ao Aega webbii. A rêmora comum (Remora remora) pode ser encontrada anexada a esta espécie.

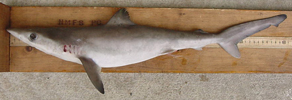
Um cação-noturno juvenil: Após o nascimento, os tubarões jovens crescem rapidamente, reduzindo assim o risco de predação

Como outros membros de sua família, o cação-noturno é vivíparo; uma vez que os embriões esgotam seu suprimento de vitelo, o saco vitelino é convertido em uma conexão placentária através da qual a mãe fornece nutrição. As fêmeas adultas têm um único ovário funcional (à direita) e dois úteros funcionais, que são divididos em compartimentos separados para cada embrião. Dentro do útero, os embriões se deitam longitudinalmente com as cabeças apontando na mesma direção da mãe. A maioria das informações conhecidas sobre a história de vida do cação-noturno vem da subpopulação do nordeste do Brasil e pode não ser verdadeira em outras partes da distribuição da espécie. Os tubarões do nordeste brasileiro acasalam durante todo o verão, com o macho mordendo o corpo e as barbatanas da fêmea como um prelúdio para a cópula.
Após um período de gestação de um ano, as fêmeas dão à luz de 4 a 18 (geralmente 12 ou mais) filhotes. Embriões em diferentes estágios de desenvolvimento foram encontrados em fevereiro e junho, sugerindo que o parto ocorre ao longo de vários meses. Acredita-se que exista uma importante área de berçário na quebra da plataforma continental a 34°S de latitude, perto do extremo sul da área de distribuição desta espécie. O tubarão recém-nascido mede de 50 a 72 centímetros comprimento, e cresce cerca de 25 centímetros (38% ou mais) em seu primeiro ano. Esta rápida taxa de crescimento serve para encurtar o período imediatamente após o nascimento, quando os pequenos filhotes são mais vulneráveis aos predadores, uma estratégia semelhante à empregada pelo tubarão-seda (Carcharhinus falciformis). Quando os tubarões atingem a idade adulta, sua taxa de crescimento diminui para modestos 8.6 centímetros por ano. Nenhuma diferença é observada na taxa de crescimento entre os sexos. Os machos amadurecem sexualmente em um comprimento de 1.8 a 1.9 metros, correspondendo a uma idade de 8 anos, e as fêmeas com um comprimento de 2 a 2.1 metros, correspondendo a uma idade de 10 anos. Os indivíduos mais velhos conhecidos têm 17 anos; com base nas curvas de crescimento, sua expectativa de vida máxima foi estimada em 28 anos para machos e 30 anos para fêmeas.

## Interações humanas
Por causa de seu habitat em águas profundas, o cação-noturno não representa um perigo para os seres humanos. Esta espécie é valorizada por suas grandes barbatanas, que são exportadas para uso na sopa de barbatana de tubarão, e também é usada como fonte de carne, óleo de fígado e farinha de peixe. Tradicionalmente, tem constituído uma parte das capturas acessórias da pesca de espinhel pelágico que visa capturar espadarte (Xiphius gladius) e o atum no Atlântico ocidental. Desde 1991, também tem sido o foco de uma pesca com espinhel operando sobre montes submarinos no nordeste do Brasil, onde grande número de tubarões se reúne e são facilmente capturados. Cerca de 90% da captura de tubarões e raias em certas áreas agora consiste em tubarões noturnos; desses, cerca de 89% são juvenis. No entanto, um estudo descobriu que os tubarões noturnos do nordeste do Brasil acumulam altos níveis de mercúrio em seus corpos, provavelmente de sua dieta piscívora. Cerca de 92% dos tubarões examinados continham níveis de mercúrio superiores aos permitidos para peixes carnívoros comercializados estabelecidos pela legislatura brasileira, e a concentração média de mercúrio foi de 1,742 miligramas por quilo. Portanto, comer apenas 100 gramas de carne de cação-noturno por dia pode resultar na ingestão de várias vezes o teor diário de mercúrio considerado seguro pela Organização Mundial da Saúde (OMS).
A União Internacional para a Conservação da Natureza (UICN / IUCN) avaliou o cação-noturno globalmente como ameaçado de extinção, citando sua lenta taxa reprodutiva e declínios históricos sob a pressão da pesca. Também foi listado como vulnerável pela American Fisheries Society. Esta espécie já foi uma parte significativa da pesca artesanal cubana de tubarões, compreendendo 60 – 75% da captura de 1937 a 1941, antes de seus números caírem substancialmente na década de 1970. Da mesma forma, a proporção de tubarões noturnos na captura de tubarões da pesca de espinhel pelágico do sudeste dos EUA caiu de 26,1% de 1981 a 1983 para 0,3 – 3,3% em 1993 e 1994; um declínio comparável foi observado nos torneios de pesca de marlim do sul da Flórida desde a década de 1970. Atualmente, a intensa pesca brasileira é de particular preocupação, embora a pressão da pesca sobre o cação-noturno possa estar diminuindo, pois a pesca está começando a mudar para o espadarte e o atum patudo (Thunnus obesus). Nenhuma informação de pesca sobre o cação-noturno está disponível para o Atlântico oriental, levando a uma avaliação da IUCN de dados deficientes para essa região.
Em 1997, o Serviço Nacional de Pesca Marinha da Administração Nacional Oceanográfica e Atmosférica dos EUA (NMFS) listou o cação-noturno como uma "espécie de preocupação", o que significa que merece preocupação de conservação, mas não há evidências suficientes para listar na Lei de Espécies Ameaçadas (ESA). Em 1999, o Plano de Gestão da Pesca NMFS (FMP) dos atuns, espadarte e tubarões do Atlântico foi revisto para proibir a retenção de 19 espécies, incluindo o cação-noturno. A proibição desta espécie foi confirmada pela Emenda 1 do PMF, acrescentada em 2003. Os tubarões noturnos sofrem alta mortalidade por capturas acessórias nos palangres, e proibidos ou não, alguns são mantidos pelos pescadores devido ao seu valor e à dificuldade de identificar partes desencarnadas das espécies. Numa avaliação populacional do NMFS de 2003 – 2008 concluiu que a população de tubarões noturnos nas águas dos Estados Unidos se estabilizou (talvez até aumentando) e não merece mais a categorização como "espécie de preocupação", embora tenha recomendado que a proibição de retenção seja mantida como medida cautelar. Esta espécie também deve se beneficiar da imposição de fechamentos de tempo/área no Estreito da Flórida e no Charleston Bump. Fora do Brasil e em outros lugares, a pesca continua em grande parte sem manejo. Os membros da UICN pediram que o Brasil melhore o monitoramento das capturas e a aplicação dos regulamentos existentes, declare alguns habitats críticos fora dos limites e implemente o Plano Nacional de Ação para Tubarões (NPOA-Sharks) sob o Plano Internacional de Ação da Organização das Nações Unidas para Alimentação e Agricultura (FAO) para a Conservação e Manejo de Tubarões.
No Brasil, em 2005, a espécie foi classificada como vulnerável na Lista de Espécies da Fauna Ameaçadas do Espírito Santo;> em 2007, como vulnerável na Lista de espécies de flora e fauna ameaçadas de extinção do Estado do Pará; em 2014, como criticamente em perigo na Lista das Espécies da Fauna Ameaçadas de Extinção no Rio Grande do Sul e vulnerável no Livro Vermelho da Fauna Brasileira Ameaçada de Extinção do Instituto Chico Mendes de Conservação da Biodiversidade (ICMBio); em 2017, como vulnerável na Lista Oficial das Espécies da Fauna Ameaçadas de Extinção do Estado da Bahia; e em 2018, como vulnerável na Lista Vermelha do Livro Vermelho da Fauna Brasileira Ameaçada de Extinção do ICMBio.
1. 1 2 3 4 5 6 7 8  Carlson, J.; Charvet, P.; Blanco-Parra, M. P.; Briones Bell-lloch, A.; Cardenosa, D.; Crysler, Z.; Espinoza, E.; Herman, K.; Morales-Saldaña, J. M.; Naranjo-Elizondo, B.; Pacoureau, N.; Pérez Jiménez, J. C.; Schneider, E. V. C.; Simpson, N. J.; Talwar, B. S. (2021). «Night Shark, Carcharhinus signatus». The IUCN Red List of Threatened Species 2021. p. e.T60219A3094326. doi:10.2305/IUCN.UK.2021-1.RLTS.T60219A3094326.en. Consultado em 13 de abril de 2022
2. 1 2  «Carcharhinus signatus (Poey, 1868)». Sistema de Informação sobre a Biodiversidade Brasileira (SiBBr). Consultado em 16 de abril de 2022. Cópia arquivada em 9 de julho de 2022
3. ↑  Grande Dicionário Houaiss, verbete cação
4. ↑  Grande Dicionário Houaiss, verbete tubarão
5. 1 2 3 4 5 6 7 8 9 10  Compagno, L. J. V. (1984). Sharks of the World: An Annotated and Illustrated Catalogue of Shark Species Known to Date. Roma: Organização das Nações Unidas para Alimentação e Agricultura (FAO). pp. 499–500. ISBN 92-5-101384-5
6. 1 2 3 4 5 6  Raschi, W.; Musick, J. A.; Compagno, L. J. V. (23 de fevereiro de 1982). «Hypoprion bigelowi, a Synonym of Carcharhinus signatus (Pisces: Carcharhinidae), with a Description of Ontogenetic Heterodonty in This Species and Notes on Its Natural History». American Society of Ichthyologists and Herpetologists. Copeia. 1982 (1): 102–109. JSTOR 1444274. doi:10.2307/1444274
7. 1 2 3 4 5 6  Barzan, K. «Biological Profiles: Night Shark». Ictiologia do Museu de História Natural da Flórida. Cópia arquivada em 16 de janeiro de 2016
8. 1 2  Froese, Rainer; Pauly, Daniel (eds.) (2009). "Carcharhinus signatus" em FishBase. Versão setembro 2009.
9. 1 2 3 4  Carlson, J.; Cortés, E.; Neer, J. A.; McCandless, C. T.; Beerkircher, L. R. (2008). «The Status of the United States Population of Night Shark, Carcharhinus signatus» (PDF). Marine Fisheries Review. 70 (1): 1–13
10. 1 2 3 4  McEachran, J. D.; Fechhelm, J. D. (1998). Fishes of the Gulf of Mexico: Myxiniformes to Gasterosteiformes. Austin, Texas: Imprensa da Universidade do Texas. ISBN 0-292-75206-7
11. 1 2 3 4  Hazin, F. H.; Lucena, F.; Souza, T. S. L.; Boeckman, C.; Broadhurst, M.; Menni, R. (2000). «Maturation of the night shark, Carcharhinus signatus, in the south-western equatorial Atlantic Ocean». Bulletin of Marine Science. 66 (1): 173–185
12. ↑  Benz, G. W.; Deets, G. B. (1986). «Kroyeria caseyi sp. nov. (Kroyeriidae: Siphonostomatoida), a parasitic copepod infesting gills of night sharks (Carcharhinus signatus (Poey, 1868)) in the western north Atlantic». Canadian Journal of Zoology. 64 (11): 2492–2498. doi:10.1139/z86-369
13. ↑  Montu, M. A. (1996). «Records of parasitic copepods of sharks from the southwestern Atlantic» (PDF). Nauplius. 4: 179–180. Cópia arquivada (PDF) em 2 de julho de 2022
14. ↑  Knoff, M.; Sao Clemente, S. C. de; Pinto, R. M.; Gomes, D. C. (julho de 2002). «Prevalence and intensity of infection of cestodes Trypanorhyncha from elasmobranchs in the states of Parana and Santa Catarina, Brazil [Prevalência e intensidade de infecção de cestóides Trypanorhyncha de elasmobrânquios nos estados do Paraná e Santa Catarina, Brasil]». Parasitologia Latinoamericana. 57 (3–4): 149–157
15. 1 2  Compagno, L. J. V.; Dando, M.; Fowler, S. (2005). Sharks of the World. Princeton, Nova Jérsei: Imprensa da Universidade de Princeton. ISBN 978-0-691-12072-0
16. 1 2  Santana, F. M.; Lessa, R. (janeiro de 2004). «Age determination and growth of the night shark (Carcharhinus signatus) off the northeastern Brazilian coast». Fishery Bulletin. 102 (1): 156–167
17. ↑  Ferreira, A. G.; Faria, V. V.; Carvalho, C. E. V. de; Lessa, R. P. Teixeira; Silva, F. M. S. da (agosto de 2004). «Total mercury in the night shark, Carcharhinus signatus in the western equatorial Atlantic Ocean». Brazilian Archives of Biology and Technology. 47 (4): 629–634. doi:10.1590/s1516-89132004000400016
18. 1 2  Bolden, S. (16 de janeiro de 2009). «Species of Concern: Night Shark» (PDF). NOAA Fisheries Office of Protected Resources: Proactive Conservation Program
19. ↑  Cortes, E.; Brown, C. A.; Beerkircher, L. R. (agosto de 2007). «Relative abundance of pelagic sharks in the western North Atlantic Ocean, including the Gulf of Mexico and Caribbean Sea». Gulf and Caribbean Research. 19 (2): 37–52. doi:10.18785/gcr.1902.06
20. ↑  «Lista de Espécies da Fauna Ameaçadas do Espírito Santo». Instituto de Meio Ambiente e Recursos Hídricos (IEMA), Governo do Estado do Espírito Santo. Consultado em 7 de julho de 2022. Cópia arquivada em 24 de junho de 2022
21. ↑  Extinção Zero. Está é a nossa meta (PDF). Belém: Conservação Internacional - Brasil; Museu Paraense Emílio Goeldi; Secretaria do Estado de Meio Ambiente, Governo do Estado do Pará. 2007. Consultado em 2 de maio de 2022. Cópia arquivada (PDF) em 2 de maio de 2022
22. ↑  de Marques, Ana Alice Biedzicki; Fontana, Carla Suertegaray; Vélez, Eduardo; Bencke, Glayson Ariel; Schneider, Maurício; Reis, Roberto Esser dos (2002). Lista de Espécies da Fauna Ameaçadas de Extinção no Rio Grande do Sul - Decreto Nº 41.672, de 11 de junho de 2002 (PDF). Porto Alegre: Museu de Ciências e Tecnologia da Pontifícia Universidade Católica do Rio Grande do Sul; PANGEA - Associação Ambientalista Internacional; Fundação Zoo-Botânica do Rio Grande do Sul; Secretaria Estadual do Meio Ambiente (SEMA); Governo do Rio Grande do Sul. Consultado em 2 de abril de 2022. Cópia arquivada (PDF) em 31 de janeiro de 2022
23. ↑  «Decreto N.º 51.797, de 8 de setembro de 2014» (PDF). Porto Alegre: Estado do Rio Grande do Sul Assembleia Legislativa Gabinete de Consultoria Legislativa. 2014. Consultado em 2 de maio de 2022. Cópia arquivada (PDF) em 16 de março de 2022
24. ↑  «Lista Oficial das Espécies da Fauna Ameaçadas de Extinção do Estado da Bahia.» (PDF). Secretaria do Meio Ambiente. Agosto de 2017. Consultado em 1 de maio de 2022. Cópia arquivada (PDF) em 2 de abril de 2022
25. ↑  «Livro Vermelho da Fauna Brasileira Ameaçada de Extinção» (PDF). Brasília: Instituto Chico Mendes de Conservação da Biodiversidade (ICMBio), Ministério do Meio Ambiente. 2018. Consultado em 3 de maio de 2022. Cópia arquivada (PDF) em 3 de maio de 2018